# Jitka Sluková
Jitka Sluková (* 22. listopadu 1964 Tábor) je česká televizní moderátorka.

## Život
Vyrůstala v České Lípě a od 13 let v Chebu. V mládí se věnovala mimo jiné i gymnastice. 16 let žila s manželem Vilémem a má s ním syna Tomáše. Po roce 2000 se rozvedla a k červenci 2011 žila s partnerkou, kondiční trenérkou Radkou.
Studovala speciální pedagogiku, ale v tomto oboru nikdy nepracovala. Necelý rok před sametovou revolucí začala pracovat jako regionální reportérka Československé televize. Poté pracovala v krajském studiu televize Nova v Chebu a později uváděla zpravodajský pořad Právě dnes. Jako moderátorka působila i v Metropolitním expresu na TV Galaxie a od května 2000 v hlavní zpravodajské relaci na TV3. Následně působila jako moderátorka zpravodajství na ČT24, střídala se také s Janem Hrubešem na pozici moderátorky pořadu Události v regionech. V polovině října 2012 z České televize na vlastní žádost odešla, podle svého vyjádření nebyla spokojena s podmínkami v televizi.